# Tour de Francia 2017
La 104.ª edición del Tour de Francia fue una carrera de ciclismo en ruta por etapas que se celebró entre el 1 y el 23 de julio de 2017 principalmente en Francia, pero, también pasó por los países de Alemania, Bélgica y Luxemburgo sobre un recorrido de 3540 kilómetros con inicio en la ciudad de Düsseldorf-Alemania con una Contrarreloj individual en el área metropolitana, y la etapa final por los Campos Elíseos en París. El evento podría ser transmitido en su totalidad por televisión por primera vez.
El gran comienzo de la ronda francesa se llevó a cabo el 1 de julio de 2017 en la ciudad alemana de Düsseldorf, con la etapa inaugural de contrarreloj individual de 14 kilómetros. Esta es la cuarta vez cuya salida está organizada en Alemania, previamente la carrera ha partido desde la ciudad de Colonia en 1965, Frankfurt en 1980, y de su última salida en la ciudad de Berlín en 1987.
Con 3540 kilómetros de recorrido dividido en dos contrarreloj individuales, nueve etapas para velocistas, cinco etapas de media montaña y cinco etapas de alta montaña. El Tour incluyó un total de 23 montañas y colinas de categoría .HC, primera y segunda clase.
La carrera formó parte del UCI WorldTour 2017, siendo la vigésima quinta competición del calendario de máxima categoría mundial.
La carrera fue ganada por cuarta ocasión por el corredor británico Chris Froome del equipo Team Sky, en segundo lugar Rigoberto Urán (Cannondale-Drapac) y en tercer lugar Romain Bardet (Ag2r La Mondiale).

## Equipos participantes
Tomaron parte en la carrera 22 equipos: 18 de categoría UCI WorldTour 2017 invitados por la organización y 4 de categoría Profesional Continental, formando así un pelotón de 198 ciclistas. Los equipos participantes fueron:
| WorldTeams (18)- AG2R La Mondiale - Astana - Bahrain-Merida - BMC Racing Team - Bora-Hansgrohe - Cannondale-Drapac - Dimension Data - FDJ - Katusha-Alpecin - Lotto NL-Jumbo - Lotto-Soudal - Movistar Team - Orica-Scott - Quick-Step Floors - Sky - Team Sunweb - Trek-Segafredo - UAE Team Emirates Equipos continentales profesionales (4)- Cofidis, Solutions Crédits - Direct Énergie - Fortuneo-Oscaro - Wanty-Groupe Gobert |
| |

### Favoritos
- Chris Froome (32 años). El ciclista británico, tricampeón del Tour de Francia y victorioso en sus dos últimas ediciones, es el principal aspirante a la victoria. Su solidez en la montaña, excelencia en la contrarreloj y el apoyo de su poderoso equipo serán sus mayores bazas. Mikel Landa, Thomas y Henao, entre otros, protegerán al líder.

- Romain Bardet (26 años). El sorprendente subcampeón de la anterior edición es el ciclista local que, a priori, cuenta con más opciones de victoria en la ronda gala. Frank y Vuillermoz serán sus escuderos en la alta montaña.
- Nairo Quintana (27 años). El excelente escalador boyacense persigue completar su palmarés de Grandes Vueltas con un triunfo en el Tour, tras haberse subido ya 3 veces al podio en anteriores ediciones. Contará con la inestimable ayuda de Alejandro Valverde, su compañero de equipo en el Movistar.
- Alberto Contador (34 años). El ciclista pinteño buscará su tercer Tour en la que seguramente será su última temporada en activo. Ha preparado la carrera a conciencia, y en su nuevo equipo tendrá el apoyo de los buenos montañistas Mollema y Pantano.
- Richie Porte (32 años). El otrora escudero de Froome se destapó el año pasado con una 5ª posición en la ronda gala. Al no tener varios compañeros escaladores, deberá jugar solo en las etapas de montaña.
- Fabio Aru (27 años). La marcha de Nibali del Astana convirtió a su compatriota en el jefe de filas del equipo. El joven ciclista sardo acude por segunda vez al Tour con el aval de dos podios en el Giro de Italia y una victoria en la Vuelta a España.
- Louis Meintjes (25 años). Su 8ª posición en la anterior edición fue una de las mayores sorpresas, lo que convierte al joven ciclista sudafricano en alguien a tener en cuenta.
- Thibaut Pinot (27 años). Aunque este año su compañero de equipo, el esprínter Démare, ha sido designado como jefe de filas, Pinot es el hombre visible del equipo en las grandes etapas de montaña. Hace 3 años se subió al tercer escalón del podio, pero el año pasado las cosas no salieron como pensaba y terminó retirándose aquejado por una bronquitis. Tras haber corrido este año el Giro de Italia, no acude con intención de luchar por la clasificación general.
- Esteban Chaves (27 años). El líder del equipo australiano Orica-Scott se presenta con el aval de subirse al podio de 2 Grandes Vueltas en 2016, siendo este su debut en el Tour de Francia. Kreuziger y Yates le arroparán en la montaña.
- Robert Gesink (31 años). No hay que olvidarse de la eterna promesa del ciclismo neerlandés, que suma 5 top-10 en Grandes Vueltas. Destaca su 4ª posición en el Tour de Francia 2010, cuando sólo tenía 24 años.

## Recorrido
El Tour de Francia dispone de veintiún etapas distribuidas así: 9 etapas llanas, 5 etapas de media montaña, 5 etapas de montaña con 3 llegadas en alto (La Planche des Belles Filles, Peyragudes y Col d'Izoard), 2 etapas de contrarreloj individual y 2 jornadas de descanso para un recorrido total de 3540 kilómetros.
La primera semana del Tour no evita las grandes jornadas de montaña. Después de pasar la primera etapa de contrarreloj individual en Alemania, el primer contacto con la montaña será en la tercera etapa iniciando en Bélgica, luego la etapa también pasara por Luxemburgo para terminar con una dura rampa (1,6 km al 5,6%) en la ciudad de Longwy, Francia. Más adelante, en la quinta etapa se vivirá el segundo final en alto, con la ascensión a La Planche des Belles Filles (6 km al 8,5%) y para cerrar la semana se hará con dos jornadas muy intensas, la etapa ocho con la ascensión a la estación de Rousses (11,7 km al 6,4%) y la etapa nueve con el etapón de alta montaña donde se subirán el inédito Col de la Biche (10,5 km al 9%), Col du Grand Colombier (8,5 km al 10%) y Mont du Chat (8,7 km al 10,3%), donde serán 4.600 metros de desnivel acumulado para tres montañas de fuera de categoría (.HC) y finalizando la etapa tras bajar al último puerto después de 181,5 kilómetros.
Tras la primera toma de contacto con la alta montaña, la caravana del Tour vivirá su primera jornada de descanso y afrontará dos etapas de transición para afrontar los Pirineos. Dos etapas de alta montaña serán las protagonistas en esa cordillera: una muy larga de 214,5 kilómetros en la etapa doce, con la ascensión al Col de Menté (6,9 km al 8,1%), Port de Balès (11,7 km al 7,7%), y una ascensión encadenada al Col de Peyresourde (9,7 km al 7,8%) y final en alto en Peyragudes (2,4 km al 8,4%). Luego la etapa trece de tan solo 101 kilómetros, pero con tres puertos muy duros como lo son Col de Latrape (5,6 km al 7,3%), Col d'Agnes (10 km al 8,2%) y el Mur de Péguère (9,3 km al 7,9%) con final en bajada. Finalizaría esa semana con las últimas dos etapas de transición y una segunda y última jornada de descanso el lunes 17 de julio.
Por último, la temida tercera semana, donde los ciclistas afrontaran dos etapas decisivas de alta montaña que puede dejar sentenciada la carrera. La etapa diecisiete con la ascensión al Col de la Croix de Fer (24 km al 5,2%), el Col du Télégraphe (11,9 km al 7,1%) y finalizando en el Col du Galibier (17,7 km al 6,9%) que no se sube desde el 2011. Finalmente, la etapa dieciocho se terminará en alto por primera vez en el mítico Col d'Izoard (14,1 km al 7,3%) donde los ciclistas escaladores se jugarán sus últimas cartas de cara al podio final. Una nueva jornada de transición dejará todo listo para que en la penúltima etapa de 22,5 kilómetros en la segunda contrarreloj individual por la ciudad de Marsella (que cuenta con una subida de 1 km al 18%) acomodorá la clasificación general antes de la fiesta final en París por los Campos Elíseos el domingo 23 de julio.
| Etapa      | Fecha     | Recorrido                                  | type                    | Distancia (km) | Ganador              | Líder          |
| ---------- | --------- | ------------------------------------------ | ----------------------- | -------------- | -------------------- | -------------- |
| 1.ª etapa  | 1 de jul  | Düsseldorf – Düsseldorf                    | contrarreloj individual | 14             | Geraint Thomas       | Geraint Thomas |
| 2.ª etapa  | 2 de jul  | Düsseldorf – Lieja                         | etapa llana             | 203,5          | Marcel Kittel        | Geraint Thomas |
| 3.ª etapa  | 3 de jul  | Verviers – Longwy                          | etapa escarpada         | 212,5          | Peter Sagan          | Geraint Thomas |
| 4.ª etapa  | 4 de jul  | Mondorf-les-Bains – Vittel                 | etapa llana             | 207,5          | Arnaud Démare        | Geraint Thomas |
| 5.ª etapa  | 5 de jul  | Vittel – La Planche des Belles Filles      | etapa de media montaña  | 160,5          | Fabio Aru            | Chris Froome   |
| 6.ª etapa  | 6 de jul  | Vesoul – Troyes                            | etapa llana             | 216            | Marcel Kittel        | Chris Froome   |
| 7.ª etapa  | 7 de jul  | Troyes – Nuits-Saint-Georges               | etapa llana             | 213,5          | Marcel Kittel        | Chris Froome   |
| 8.ª etapa  | 8 de jul  | Dole – Station des Rousses                 | etapa de media montaña  | 187,5          | Lilian Calmejane     | Chris Froome   |
| 9.ª etapa  | 9 de jul  | Nantua – Chambéry                          | etapa de montaña        | 181,5          | Rigoberto Urán       | Chris Froome   |
| 10.ª etapa | 11 de jul | Périgueux – Bergerac                       | etapa llana             | 178            | Marcel Kittel        | Chris Froome   |
| 11.ª etapa | 12 de jul | Eymet – Pau                                | etapa llana             | 203,5          | Marcel Kittel        | Chris Froome   |
| 12.ª etapa | 13 de jul | Pau – Peyragudes                           | etapa de montaña        | 214,5          | Romain Bardet        | Fabio Aru      |
| 13.ª etapa | 14 de jul | Saint-Girons – Foix                        | etapa de montaña        | 101            | Warren Barguil       | Fabio Aru      |
| 14.ª etapa | 15 de jul | Blagnac – Rodez                            | etapa escarpada         | 181,5          | Michael Matthews     | Chris Froome   |
| 15.ª etapa | 16 de jul | Laissac-Sévérac-l'Église – Le Puy-en-Velay | etapa de media montaña  | 189,5          | Bauke Mollema        | Chris Froome   |
| 16.ª etapa | 18 de jul | Le Puy-en-Velay – Romans-sur-Isère         | etapa escarpada         | 165            | Michael Matthews     | Chris Froome   |
| 17.ª etapa | 19 de jul | La Mure – Serre Chevalier                  | etapa de montaña        | 183            | Primož Roglič        | Chris Froome   |
| 18.ª etapa | 20 de jul | Briançon – Col d'Izoard                    | etapa de montaña        | 179,5          | Warren Barguil       | Chris Froome   |
| 19.ª etapa | 21 de jul | Embrun – Salon-de-Provence                 | etapa escarpada         | 222,5          | Edvald Boasson Hagen | Chris Froome   |
| 20.ª etapa | 22 de jul | Marsella – Marsella                        | contrarreloj individual | 22,5           | Maciej Bodnar        | Chris Froome   |
| 21.ª etapa | 23 de jul | Montgeron – Avenida de los Campos Elíseos  | etapa llana             | 103            | Dylan Groenewegen    | Chris Froome   |

## Clasificaciones Finales

### Clasificación general(Maillot Jaune)
| \| Clasificación general \| Clasificación general \| Clasificación general \| Clasificación general \| Clasificación general \| \| Ciclista \| Ciclista \| Equipo \| Tiempo \| \| \| --------------------- \| --------------------- \| --------------------- \| --------------------- \| --------------------- \| \| 1.º \| Chris Froome \| Team Sky \| 86 h 20 min 55 s \| \| \| 2.º \| Rigoberto Urán \| Cannondale-Drapac \| + 54 s \| \| \| 3.º \| Romain Bardet \| AG2R La Mondiale \| + 2 min 20 s \| \| \| 4.º \| Mikel Landa \| Team Sky \| + 2 min 21 s \| \| \| 5.º \| Fabio Aru \| Astana \| + 3 min 05 s \| \| \| 6.º \| Daniel Martin \| Quick-Step Floors \| + 4 min 42 s \| \| \| 7.º \| Simon Yates \| Orica-Scott \| + 6 min 14 s \| \| \| 8.º \| Louis Meintjes \| UAE Team Emirates \| + 8 min 20 s \| \| \| 9.º \| Alberto Contador \| Trek-Segafredo \| + 8 min 49 s \| \| \| 10.º \| Warren Barguil \| Team Sunweb \| + 9 min 25 s \| \| \| 11.º \| Damiano Caruso \| BMC Racing Team \| + 14 min 48 s \| \| \| 12.º \| Nairo Quintana \| Movistar Team \| + 15 min 28 s \| \| \| 13.º \| Alexis Vuillermoz \| AG2R La Mondiale \| + 24 min 38 s \| \| \| 14.º \| Mikel Nieve \| Team Sky \| + 25 min 28 s \| \| \| 15.º \| Emanuel Buchmann \| Bora-Hansgrohe \| + 33 min 21 s \| \| \| 16.º \| Brice Feillu \| Fortuneo-Oscaro \| + 36 min 46 s \| \| \| 17.º \| Bauke Mollema \| Trek-Segafredo \| + 37 min 43 s \| \| \| 18.º \| Carlos Betancur \| Movistar Team \| + 37 min 47 s \| \| \| 19.º \| Serge Pauwels \| Dimension Data \| + 39 min 36 s \| \| \| 20.º \| Tiesj Benoot \| Lotto-Soudal \| + 42 min 04 s \| \| \| 21.º \| Tony Gallopin \| Lotto-Soudal \| + 42 min 39 s \| \| \| 22.º \| Jan Bakelants \| AG2R La Mondiale \| + 50 min 04 s \| \| \| 23.º \| Guillaume Martin \| Wanty-Groupe Gobert \| + 53 min 52 s \| \| \| 24.º \| Roman Kreuziger \| Orica-Scott \| + 59 min 58 s \| \| \| 25.º \| Sylvain Chavanel \| Direct Énergie \| + 1 h 04 min 22 s \| \| |                   |                     |                   |
| |                   |                     |                   |
| Fuentes: ProCyclingStats Cycling Quotient |                   |                     |                   |
| Clasificación general |                   |                     |                   |
| Ciclista | Ciclista          | Equipo              | Tiempo            |
| 1.º | Chris Froome      | Team Sky            | 86 h 20 min 55 s  |
| 2.º | Rigoberto Urán    | Cannondale-Drapac   | + 54 s            |
| 3.º | Romain Bardet     | AG2R La Mondiale    | + 2 min 20 s      |
| 4.º | Mikel Landa       | Team Sky            | + 2 min 21 s      |
| 5.º | Fabio Aru         | Astana              | + 3 min 05 s      |
| 6.º | Daniel Martin     | Quick-Step Floors   | + 4 min 42 s      |
| 7.º | Simon Yates       | Orica-Scott         | + 6 min 14 s      |
| 8.º | Louis Meintjes    | UAE Team Emirates   | + 8 min 20 s      |
| 9.º | Alberto Contador  | Trek-Segafredo      | + 8 min 49 s      |
| 10.º | Warren Barguil    | Team Sunweb         | + 9 min 25 s      |
| 11.º | Damiano Caruso    | BMC Racing Team     | + 14 min 48 s     |
| 12.º | Nairo Quintana    | Movistar Team       | + 15 min 28 s     |
| 13.º | Alexis Vuillermoz | AG2R La Mondiale    | + 24 min 38 s     |
| 14.º | Mikel Nieve       | Team Sky            | + 25 min 28 s     |
| 15.º | Emanuel Buchmann  | Bora-Hansgrohe      | + 33 min 21 s     |
| 16.º | Brice Feillu      | Fortuneo-Oscaro     | + 36 min 46 s     |
| 17.º | Bauke Mollema     | Trek-Segafredo      | + 37 min 43 s     |
| 18.º | Carlos Betancur   | Movistar Team       | + 37 min 47 s     |
| 19.º | Serge Pauwels     | Dimension Data      | + 39 min 36 s     |
| 20.º | Tiesj Benoot      | Lotto-Soudal        | + 42 min 04 s     |
| 21.º | Tony Gallopin     | Lotto-Soudal        | + 42 min 39 s     |
| 22.º | Jan Bakelants     | AG2R La Mondiale    | + 50 min 04 s     |
| 23.º | Guillaume Martin  | Wanty-Groupe Gobert | + 53 min 52 s     |
| 24.º | Roman Kreuziger   | Orica-Scott         | + 59 min 58 s     |
| 25.º | Sylvain Chavanel  | Direct Énergie      | + 1 h 04 min 22 s |

### Clasificación por puntos(Maillot Vert)
| Clasificación por puntos | Clasificación por puntos | Clasificación por puntos | Clasificación por puntos | Clasificación por puntos |
| Ciclista                 | Ciclista                 | Equipo                   | Puntos                   |                          |
| ------------------------ | ------------------------ | ------------------------ | ------------------------ | ------------------------ |
| 1.º                      | Michael Matthews         | Team Sunweb              | 370 pts                  |                          |
| 2.º                      | André Greipel            | Lotto-Soudal             | 234 pts                  |                          |
| 3.º                      | Edvald Boasson Hagen     | Dimension Data           | 220 pts                  |                          |
| 4.º                      | Alexander Kristoff       | Katusha-Alpecin          | 174 pts                  |                          |
| 5.º                      | Sonny Colbrelli          | Bahrain-Merida           | 168 pts                  |                          |
| 6.º                      | Thomas de Gendt          | Lotto-Soudal             | 149 pts                  |                          |
| 7.º                      | Dylan Groenewegen        | LottoNL-Jumbo            | 144 pts                  |                          |
| 8.º                      | Chris Froome             | Team Sky                 | 133 pts                  |                          |
| 9.º                      | Rigoberto Urán           | Cannondale-Drapac        | 106 pts                  |                          |
| 10.º                     | Daniel Martin            | Quick-Step Floors        | 106 pts                  |                          |

### Clasificación de la montaña(Maillot à Pois Rouges)
| Clasificación de la montaña | Clasificación de la montaña | Clasificación de la montaña | Clasificación de la montaña | Clasificación de la montaña |
| Ciclista                    | Ciclista                    | Equipo                      | Puntos                      |                             |
| --------------------------- | --------------------------- | --------------------------- | --------------------------- | --------------------------- |
| 1.º                         | Warren Barguil              | Team Sunweb                 | 169 pts                     |                             |
| 2.º                         | Primož Roglič               | LottoNL-Jumbo               | 80 pts                      |                             |
| 3.º                         | Thomas de Gendt             | Lotto-Soudal                | 64 pts                      |                             |
| 4.º                         | Darwin Atapuma              | UAE Team Emirates           | 55 pts                      |                             |
| 5.º                         | Chris Froome                | Team Sky                    | 51 pts                      |                             |
| 6.º                         | Romain Bardet               | AG2R La Mondiale            | 47 pts                      |                             |
| 7.º                         | Mikel Landa                 | Team Sky                    | 45 pts                      |                             |
| 8.º                         | Bauke Mollema               | Trek-Segafredo              | 37 pts                      |                             |
| 9.º                         | Alberto Contador            | Trek-Segafredo              | 36 pts                      |                             |
| 10.º                        | Serge Pauwels               | Dimension Data              | 32 pts                      |                             |

### Clasificación del mejor joven(Maillot Blanc)
| Clasificación del mejor joven | Clasificación del mejor joven | Clasificación del mejor joven | Clasificación del mejor joven | Clasificación del mejor joven |
| Ciclista                      | Ciclista                      | Equipo                        | Tiempo                        |                               |
| ----------------------------- | ----------------------------- | ----------------------------- | ----------------------------- | ----------------------------- |
| 1.º                           | Simon Yates                   | Orica-Scott                   | 86 h 27 min 09 s              |                               |
| 2.º                           | Louis Meintjes                | UAE Team Emirates             | + 2 min 06 s                  |                               |
| 3.º                           | Emanuel Buchmann              | Bora-Hansgrohe                | + 27 min 07 s                 |                               |
| 4.º                           | Tiesj Benoot                  | Lotto-Soudal                  | + 35 min 50 s                 |                               |
| 5.º                           | Guillaume Martin              | Wanty-Groupe Gobert           | + 47 min 38 s                 |                               |
| 6.º                           | Pierre Latour                 | AG2R La Mondiale              | + 1 h 06 min 29 s             |                               |
| 7.º                           | Lilian Calmejane              | Direct Énergie                | + 1 h 29 min 02 s             |                               |
| 8.º                           | Michael Valgren               | Astana                        | + 2 h 19 min 22 s             |                               |
| 9.º                           | Alexéi Lutsenko               | Astana                        | + 2 h 31 min 25 s             |                               |
| 10.º                          | Dylan van Baarle              | Cannondale-Drapac             | + 2 h 40 min 57 s             |                               |

### Clasificación por equipos(Classement par Équipe)
| Clasificación por equipos | Clasificación por equipos | Clasificación por equipos | Clasificación por equipos |
| Equipo                    | Equipo                    | Tiempo                    |                           |
| ------------------------- | ------------------------- | ------------------------- | ------------------------- |
| 1.º                       | Sky                       | 259 h 21 min 06 s         |                           |
| 2.º                       | AG2R La Mondiale          | + 7 min 14 s              |                           |
| 3.º                       | Trek-Segafredo            | + 1 h 44 min 46 s         |                           |
| 4.º                       | BMC Racing Team           | + 1 h 49 min 49 s         |                           |
| 5.º                       | Orica-Scott               | + 1 h 52 min 21 s         |                           |
| 6.º                       | Movistar Team             | + 1 h 55 min 52 s         |                           |
| 7.º                       | Cannondale-Drapac         | + 2 h 15 min 25 s         |                           |
| 8.º                       | Fortuneo-Oscaro           | + 2 h 18 min 18 s         |                           |
| 9.º                       | Lotto-Soudal              | + 2 h 28 min 18 s         |                           |
| 10.º                      | Astana                    | + 2 h 28 min 39 s         |                           |

## Evolución de las clasificaciones
| Etapa                   |                         | Ganador _            | Clasificación general | Puntos           | Montaña          | Jóvenes       | Combatividad             | Equipo |
| ----------------------- | ----------------------- | -------------------- | --------------------- | ---------------- | ---------------- | ------------- | ------------------------ | ------ |
| 1.ª etapa               | contrarreloj individual | Geraint Thomas       | Geraint Thomas        | Geraint Thomas   | no otorgado      | Stefan Küng   | no otorgado              | Sky    |
| 2.ª etapa               | etapa llana             | Marcel Kittel        | Geraint Thomas        | Marcel Kittel    | Taylor Phinney   | Stefan Küng   | Yoann Offredo            | Sky    |
| 3.ª etapa               | etapa escarpada         | Peter Sagan          | Geraint Thomas        | Marcel Kittel    | Nathan Brown     | Pierre Latour | Lilian Calmejane         | Sky    |
| 4.ª etapa               | etapa llana             | Arnaud Démare        | Geraint Thomas        | Arnaud Démare    | Nathan Brown     | Pierre Latour | Guillaume Van Keirsbulck | Sky    |
| 5.ª etapa               | etapa de media montaña  | Fabio Aru            | Chris Froome          | Arnaud Démare    | Fabio Aru        | Simon Yates   | Philippe Gilbert         | Sky    |
| 6.ª etapa               | etapa llana             | Marcel Kittel        | Chris Froome          | Arnaud Démare    | Fabio Aru        | Simon Yates   | Vegard Stake Laengen     | Sky    |
| 7.ª etapa               | etapa llana             | Marcel Kittel        | Chris Froome          | Marcel Kittel    | Fabio Aru        | Simon Yates   | Dylan van Baarle         | Sky    |
| 8.ª etapa               | etapa de media montaña  | Lilian Calmejane     | Chris Froome          | Marcel Kittel    | Lilian Calmejane | Simon Yates   | Lilian Calmejane         | Sky    |
| 9.ª etapa               | etapa de montaña        | Rigoberto Urán       | Chris Froome          | Marcel Kittel    | Warren Barguil   | Simon Yates   | Warren Barguil           | Sky    |
| 10.ª etapa              | etapa llana             | Marcel Kittel        | Chris Froome          | Marcel Kittel    | Warren Barguil   | Simon Yates   | Élie Gesbert             | Sky    |
| 11.ª etapa              | etapa llana             | Marcel Kittel        | Chris Froome          | Marcel Kittel    | Warren Barguil   | Simon Yates   | Maciej Bodnar            | Sky    |
| 12.ª etapa              | etapa de montaña        | Romain Bardet        | Fabio Aru             | Marcel Kittel    | Warren Barguil   | Simon Yates   | Stephen Cummings         | Sky    |
| 13.ª etapa              | etapa de montaña        | Warren Barguil       | Fabio Aru             | Marcel Kittel    | Warren Barguil   | Simon Yates   | Alberto Contador         | Sky    |
| 14.ª etapa              | etapa escarpada         | Michael Matthews     | Chris Froome          | Marcel Kittel    | Warren Barguil   | Simon Yates   | Thomas de Gendt          | Sky    |
| 15.ª etapa              | etapa de media montaña  | Bauke Mollema        | Chris Froome          | Marcel Kittel    | Warren Barguil   | Simon Yates   | Bauke Mollema            | Sky    |
| 16.ª etapa              | etapa escarpada         | Michael Matthews     | Chris Froome          | Marcel Kittel    | Warren Barguil   | Simon Yates   | Sylvain Chavanel         | Sky    |
| 17.ª etapa              | etapa de montaña        | Primož Roglič        | Chris Froome          | Michael Matthews | Warren Barguil   | Simon Yates   | Alberto Contador         | Sky    |
| 18.ª etapa              | etapa de montaña        | Warren Barguil       | Chris Froome          | Michael Matthews | Warren Barguil   | Simon Yates   | Darwin Atapuma           | Sky    |
| 19.ª etapa              | etapa escarpada         | Edvald Boasson Hagen | Chris Froome          | Michael Matthews | Warren Barguil   | Simon Yates   | Jens Keukeleire          | Sky    |
| 20.ª etapa              | contrarreloj individual | Maciej Bodnar        | Chris Froome          | Michael Matthews | Warren Barguil   | Simon Yates   | no otorgado              | Sky    |
| 21.ª etapa              | etapa llana             | Dylan Groenewegen    | Chris Froome          | Michael Matthews | Warren Barguil   | Simon Yates   | no otorgado              | Sky    |
| Clasificaciones finales | Clasificaciones finales |                      | Chris Froome          | Michael Matthews | Warren Barguil   | Simon Yates   | Warren Barguil           | Sky    |

## Abandonos
Durante la carrera se produjeron 31 abandonos:
| Etapa | Fecha       | Recorrido                                | km    | Ciclista            | Equipo                | Motivos                                               |
| 1.ª   | 1 de julio  | Düsseldorf-Düsseldorf                    | 14    | Alejandro Valverde  | Movistar              | Caída                                                 |
| 1.ª   | 1 de julio  | Düsseldorf-Düsseldorf                    | 14    | Ion Izagirre        | Bahrain Merida        | Caída                                                 |
| 2.ª   | 2 de julio  | Düsseldorf-Lieja                         | 203,5 | Luke Durbridge      | Orica-Scott           | Caída en la etapa anterior                            |
| 4.ª   | 4 de julio  | Mondorf-les-Bains-Vittel                 | 160,5 | Peter Sagan         | Bora-Hansgrohe        | Expulsado por acción antideportiva en el sprint final |
| 4.ª   | 4 de julio  | Mondorf-les-Bains-Vittel                 | 160,5 | Mark Cavendish      | Dimension Data        | Caída provocada por Peter Sagan                       |
| 9.ª   | 9 de julio  | Nantua-Chambéry                          | 181,5 | Manuele Mori        | UAE Team Emirates     | Caída                                                 |
| 9.ª   | 9 de julio  | Nantua-Chambéry                          | 181,5 | Robert Gesink       | LottoNL-Jumbo         | Caída                                                 |
| 9.ª   | 9 de julio  | Nantua-Chambéry                          | 181,5 | Geraint Thomas      | Sky                   | Caída                                                 |
| 9.ª   | 9 de julio  | Nantua-Chambéry                          | 181,5 | Richie Porte        | BMC Racing            | Caída                                                 |
| 9.ª   | 9 de julio  | Nantua-Chambéry                          | 181,5 | Jos van Emden       | LottoNL-Jumbo (2)     | Agotamiento                                           |
| 9.ª   | 9 de julio  | Nantua-Chambéry                          | 181,5 | Mark Renshaw        | Dimension Data        | Fuera de control                                      |
| 9.ª   | 9 de julio  | Nantua-Chambéry                          | 181,5 | Arnaud Démare       | FDJ                   | Fuera de control                                      |
| 9.ª   | 9 de julio  | Nantua-Chambéry                          | 181,5 | Mickaël Delage      | FDJ (2)               | Fuera de control                                      |
| 9.ª   | 9 de julio  | Nantua-Chambéry                          | 181,5 | Ignatas Konovalovas | FDJ (3)               | Fuera de control                                      |
| 9.ª   | 9 de julio  | Nantua-Chambéry                          | 181,5 | Jacopo Guarnieri    | FDJ (4)               | Fuera de control                                      |
| 9.ª   | 9 de julio  | Nantua-Chambéry                          | 181,5 | Matteo Trentin      | Quick-Step Floors     | Fuera de control                                      |
| 9.ª   | 9 de julio  | Nantua-Chambéry                          | 181,5 | Juraj Sagan         | Bora-Hansgrohe (2)    | Fuera de control                                      |
| 10.ª  | 11 de julio | Périgueux-Bergerac                       | 178   | Rafał Majka         | Bora-Hansgrohe (3)    | Caída en la etapa anterior                            |
| 11.ª  | 12 de julio | Eymet-Pau                                | 203,5 | Dario Cataldo       | Astana                | Caída                                                 |
| 13.ª  | 14 de julio | Saint-Girons-Foix                        | 101   | Arthur Vichot       | FDJ (5)               | Caída en la 11.ª etapa                                |
| 13.ª  | 14 de julio | Saint-Girons-Foix                        | 101   | Jakob Fuglsang      | Astana (2)            | Caída en la 11.ª etapa                                |
| 14.ª  | 15 de julio | Blagnac-Rodez                            | 181,5 | Fabio Felline       | Trek-Segafredo        | Problemas gastrointestinales                          |
| 15.ª  | 16 de julio | Laissac-Sévérac-l'Église-Le Puy-en-Velay | 189,5 | Tim Wellens         | Lotto Soudal          | Alergia                                               |
| 16.ª  | 18 de julio | Le Puy-en-Velay-Romans-sur-Isère         | 165   | George Bennett      | LottoNL-Jumbo (3)     | Enfermedad                                            |
| 16.ª  | 18 de julio | Le Puy-en-Velay-Romans-sur-Isère         | 165   | Philippe Gilbert    | Quick-Step Floors (2) | Enfermedad                                            |
| 17.ª  | 19 de julio | La Mure-Serre Chevalier                  | 183   | Marcel Sieberg      | Lotto Soudal (2)      | Agotamiento                                           |
| 17.ª  | 19 de julio | La Mure-Serre Chevalier                  | 183   | Thibaut Pinot       | FDJ (6)               | Agotamiento                                           |
| 17.ª  | 19 de julio | La Mure-Serre Chevalier                  | 183   | Daniel McLay        | Fortuneo-Oscaro       | Agotamiento                                           |
| 17.ª  | 19 de julio | La Mure-Serre Chevalier                  | 183   | Marcel Kittel       | Quick-Step Floors (3) | Caída                                                 |
| 19.ª  | 21 de julio | Embrun-Salon-de-Provence                 | 222,5 | Timo Roosen         | LottoNL-Jumbo (4)     | Agotamiento                                           |
| 19.ª  | 21 de julio | Embrun-Salon-de-Provence                 | 222,5 | Ondřej Cink         | Bahrain Merida (2)    | Agotamiento                                           |

## UCI World Ranking
El Tour de Francia otorga puntos para el UCI WorldTour 2017 y el UCI World Ranking, este último para corredores de los equipos en las categorías UCI ProTeam, Profesional Continental y Equipos Continentales. Las siguientes tablas son el baremo de puntuación y los corredores que obtuvieron puntos:
| Posición              | 1.ª  | 2.ª | 3.ª | 4.ª | 5.ª | 6.ª | 7.ª | 8.ª | 9.ª | 10.ª |
| Clasificación general | 1000 | 800 | 675 | 575 | 475 | 400 | 325 | 275 | 225 | 175  |
| Por etapa             | 120  | 50  | 25  | 15  | 5   |     |     |     |     |      |
| Líder                 | 25   |     |     |     |     |     |     |     |     |      |

| Clasificación | Clasificación    | Clasificación     | Clasificación | Clasificación | Clasificación | Clasificación |
| Posición      | Ciclista         | Equipo            | General       | Etapa         | Líder         | Total         |
| ------------- | ---------------- | ----------------- | ------------- | ------------- | ------------- | ------------- |
| 1.º           | Chris Froome     | Sky               | 1000          | 115           | 350           | 1465          |
| 2.º           | Rigoberto Urán   | Cannondale-Drapac | 800           | 225           | -             | 1025          |
| 3.º           | Romain Bardet    | Ag2r La Mondiale  | 675           | 180           | -             | 855           |
| 4.º           | Fabio Aru        | Astana            | 475           | 150           | 50            | 675           |
| 5.º           | Mikel Landa      | Sky               | 575           | 30            | -             | 605           |
| 6.º           | Marcel Kittel    | Quick-Step Floors | -             | 600           | -             | 600           |
| 7.º           | Daniel Martin    | Quick-Step Floors | 400           | 75            | -             | 475           |
| 8.º           | Warren Barguil   | Sunweb            | 175           | 300           | -             | 475           |
| 9.º           | Simon Yates      | Orica-Scott       | 325           | 5             | -             | 330           |
| 10.º          | Michael Matthews | Sunweb            | -             | 330           | -             | 330           |